# Eager Lion 12
Eager Lion 12 oder auch Operation Eager Lion 12 war die bis dato größte Militärübung in Jordanien. Sie ist Teil der Eager-Lion-Manöver, die jährlich mit jordanischen und US-Streitkräften abgehalten werden.
Jedoch nahmen an Eager Lion 12 erstmals auch andere arabische sowie europäische Streitkräfte teil. Die Übung begann am 9. Mai und endete ungeplant 3 Wochen später am 28. Mai 2012, 3 Tage vor dem eigentlichen Ende. Ein Grund für das verfrühte Ende wurde von offizieller Seite nicht genannt, jedoch hatten Syrische Zeitungen eine Anspielung an al-Assad vermutet. Assad heißt übersetzt Löwe wie auch die Übung übersetzt "begehrlicher Löwe" heißt. Es war zwischen 10.000 und 11.000 Soldaten bei der Übung involviert und machte es damit zur größten jährlichen Militärübung in der CENTCOM Region. Geleitet wurde sie von Generalmajor Ken Tovo, Kommandeur der U.S. Special Operations Command Central Command, und Brigadegeneral Mohammed Jeridad, Direktor des Jordan's Training and Doctrine Command. Das Szenario sah vor, dass 3 Länder, Rot, Blau und Orange, gegeneinander Krieg führen und dabei Einheiten zu Land, zu Wasser und in der Luft gegeneinander einsetzen. Außerdem wurde auch ein Einsatz von Chemiewaffen simuliert. Von Seiten der Medien wird vermutet, die Übung könnte ein mögliches Szenario angelehnt an den syrischen Bürgerkrieg nachspielen. Dies wurde jedoch sowohl vom Verteidigungsministerium Saudi-Arabiens als auch von einem anonymen Teilnehmer zurückgewiesen. Der anonyme Teilnehmer sagte, Eager Lion sei schon seit langem vorbereitet worden und richte sich gegen keinen spezifischen Gegner.

## Teilnehmer
- Vereinigte Staaten – Es haben insgesamt 6.500 US-Soldaten an der Übung teilgenommen[1]
  - US Navy Seals[4]
  - 24th Marine Expendary Unit[4][5]
  - 346th Air Expeditionary Group[4]
  - Iwo Jima Amphibious Ready Group
    - New York[5]
    - Gunston Hall[5]
    - Iwo Jima[5]
- Jordanien – Es haben insgesamt 3.500 Jordanische Soldaten Teilgenommen[1]
  - 77th Jordanian Reconnaissance Battalion[4]
  - Jordanian 77th Marine Battalion[5]
  - Royal Jordanian Air Force's No. 1 Fighter Squadron[4]
- Australien
- Bahrain
- Kanada
- Ägypten
- Frankreich
- Italien
- Irak
- Saudi-Arabien
- Kuwait
- Libanon
- Pakistan
- Katar
- Spanien
- Rumänien
- Ukraine
- Vereinigte Arabische Emirate
- Vereinigtes Königreich

## Fotogalerie

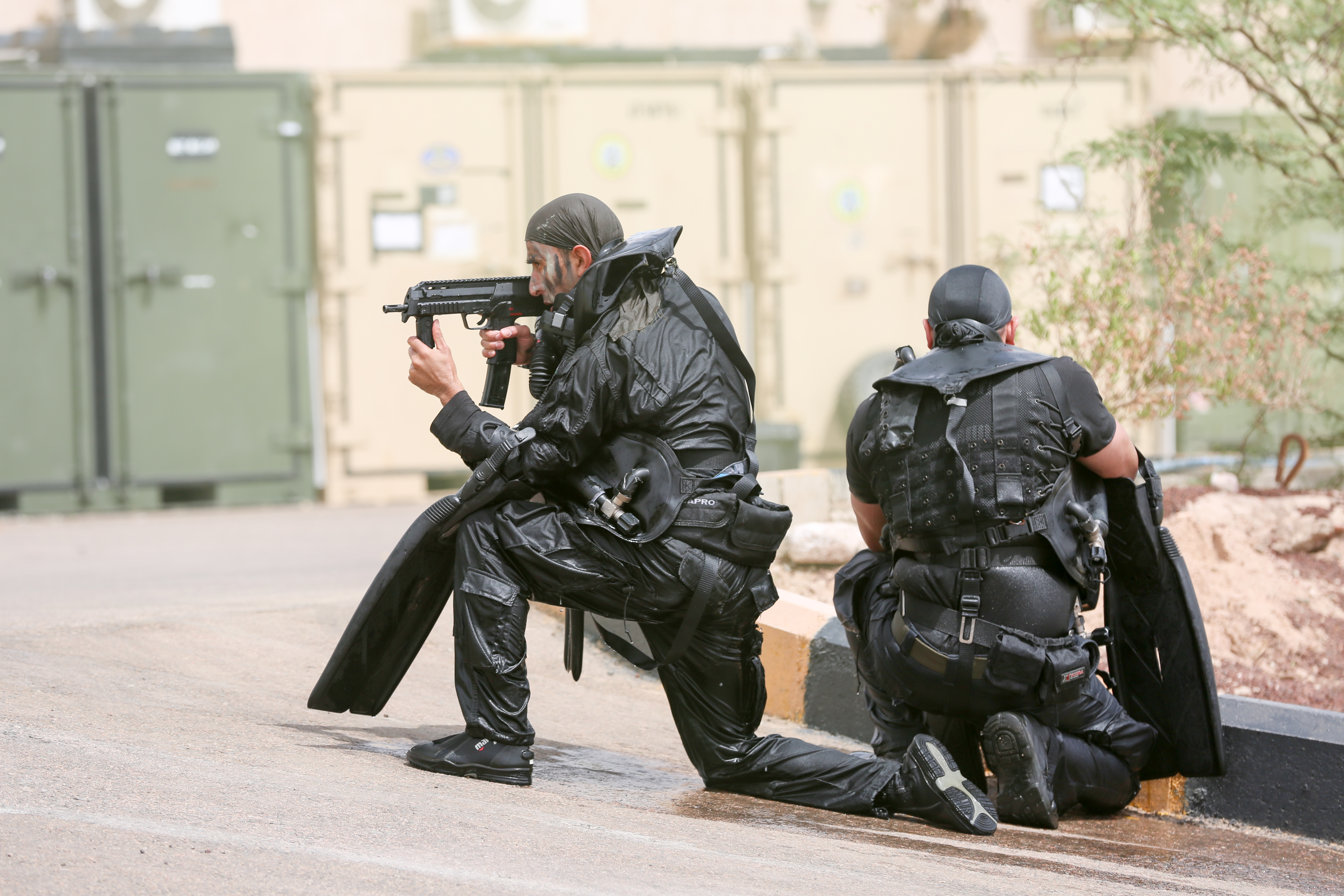
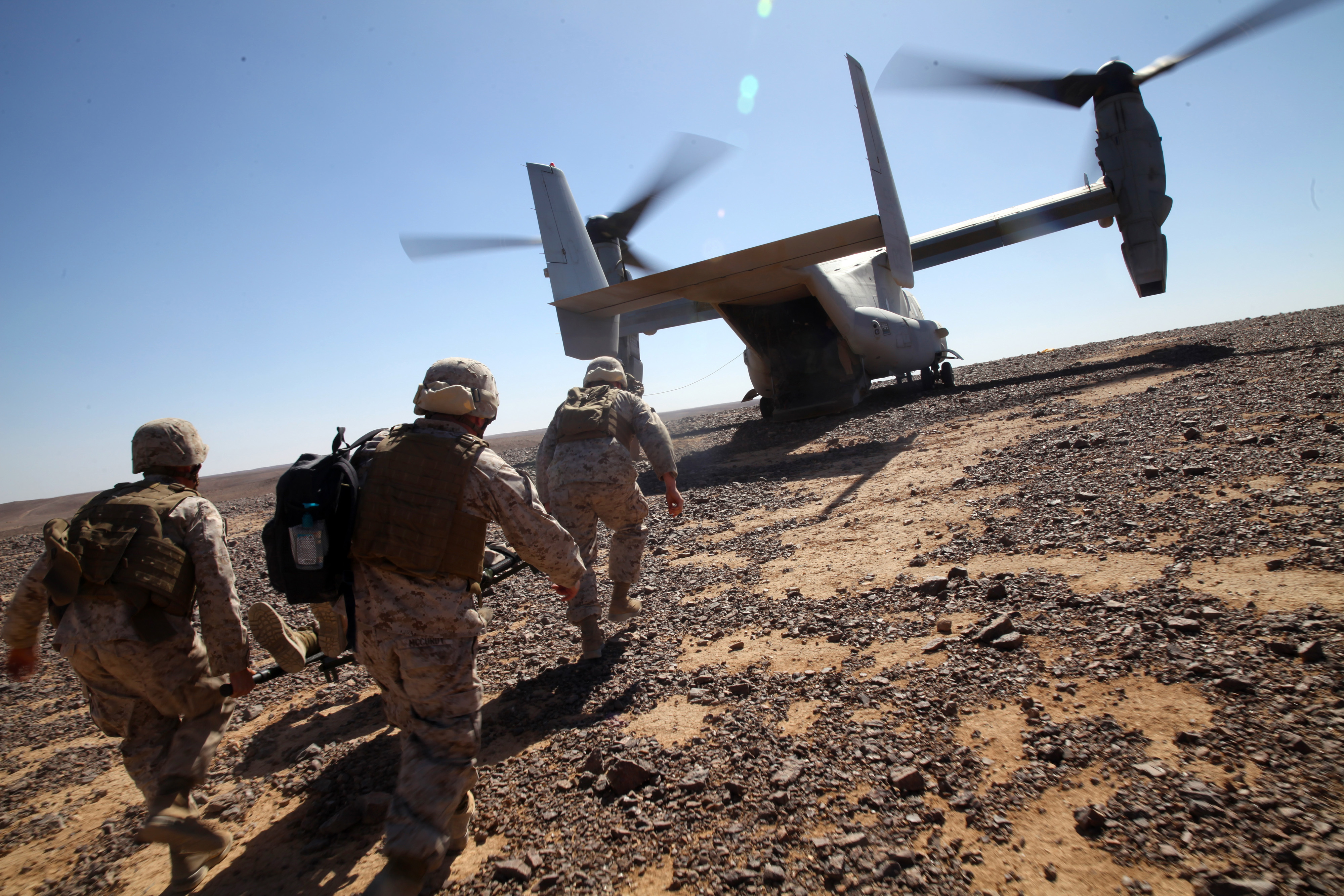
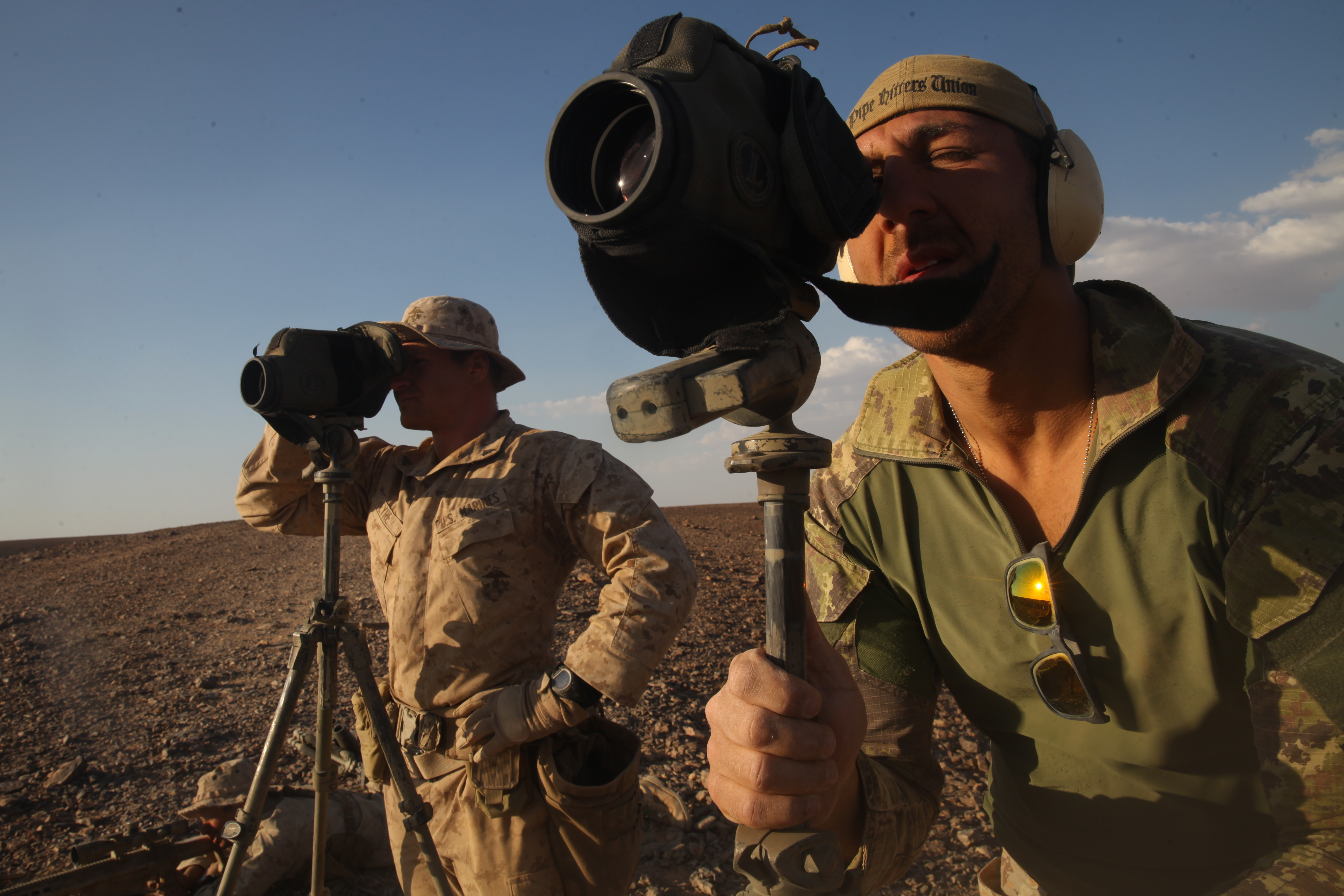
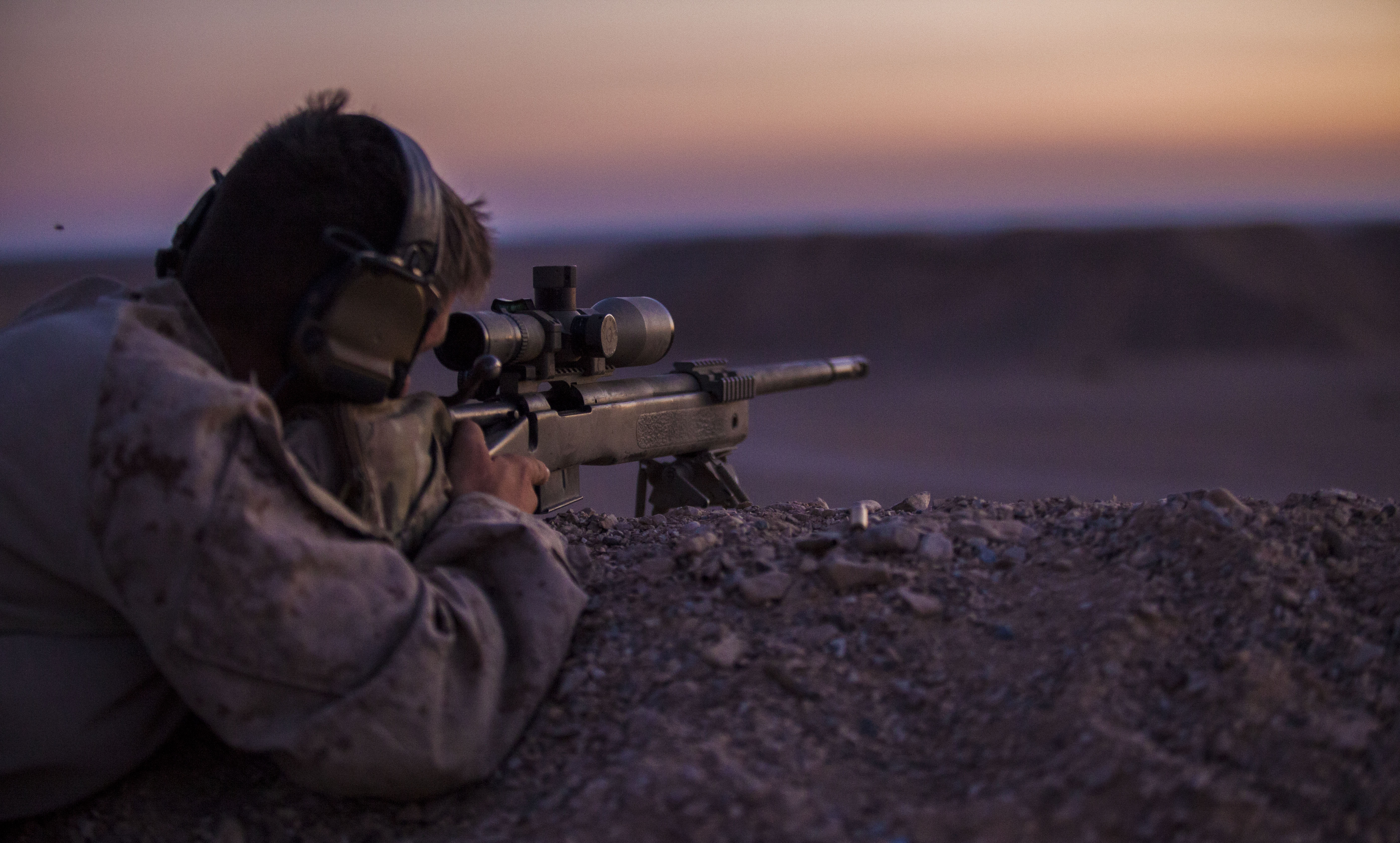
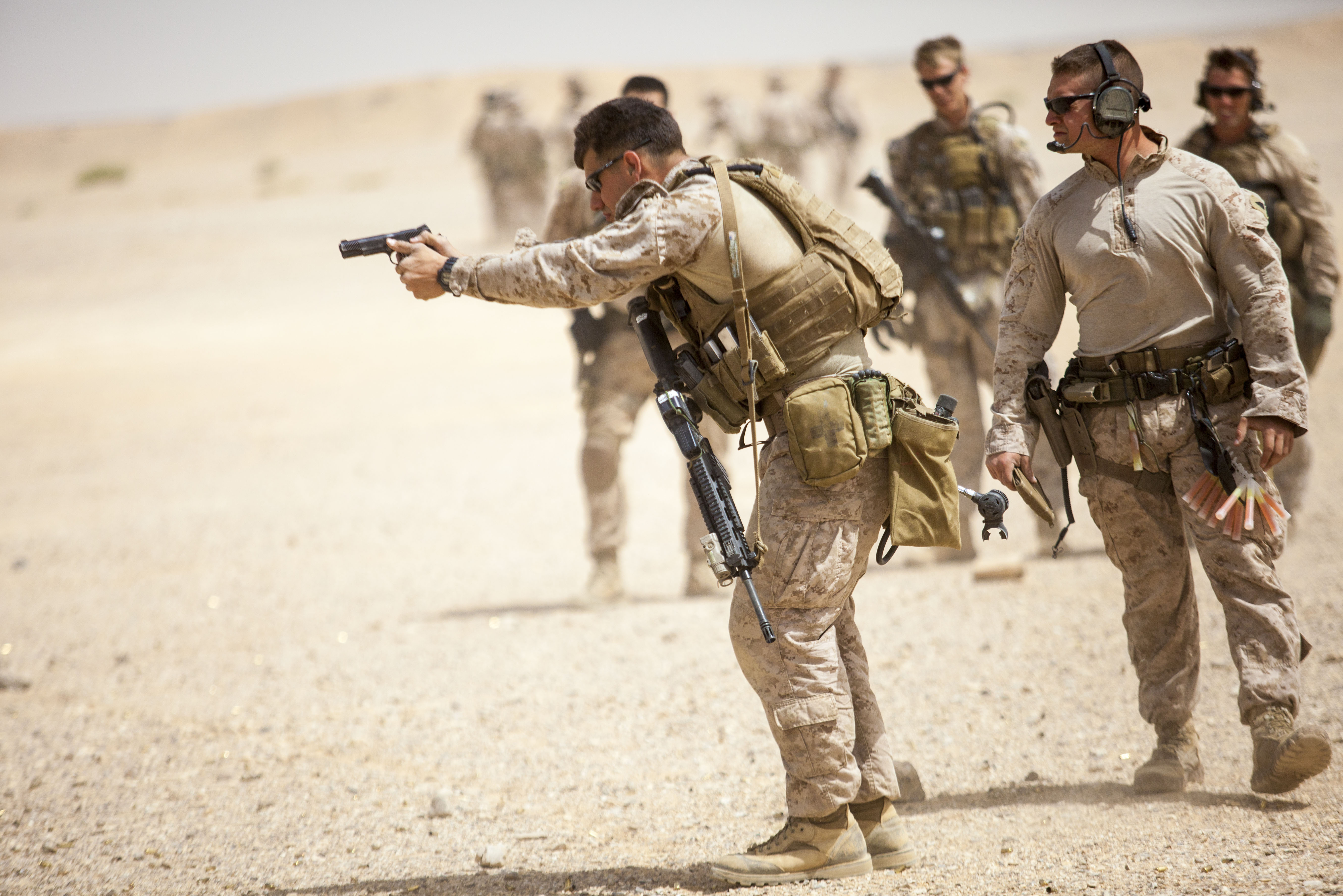
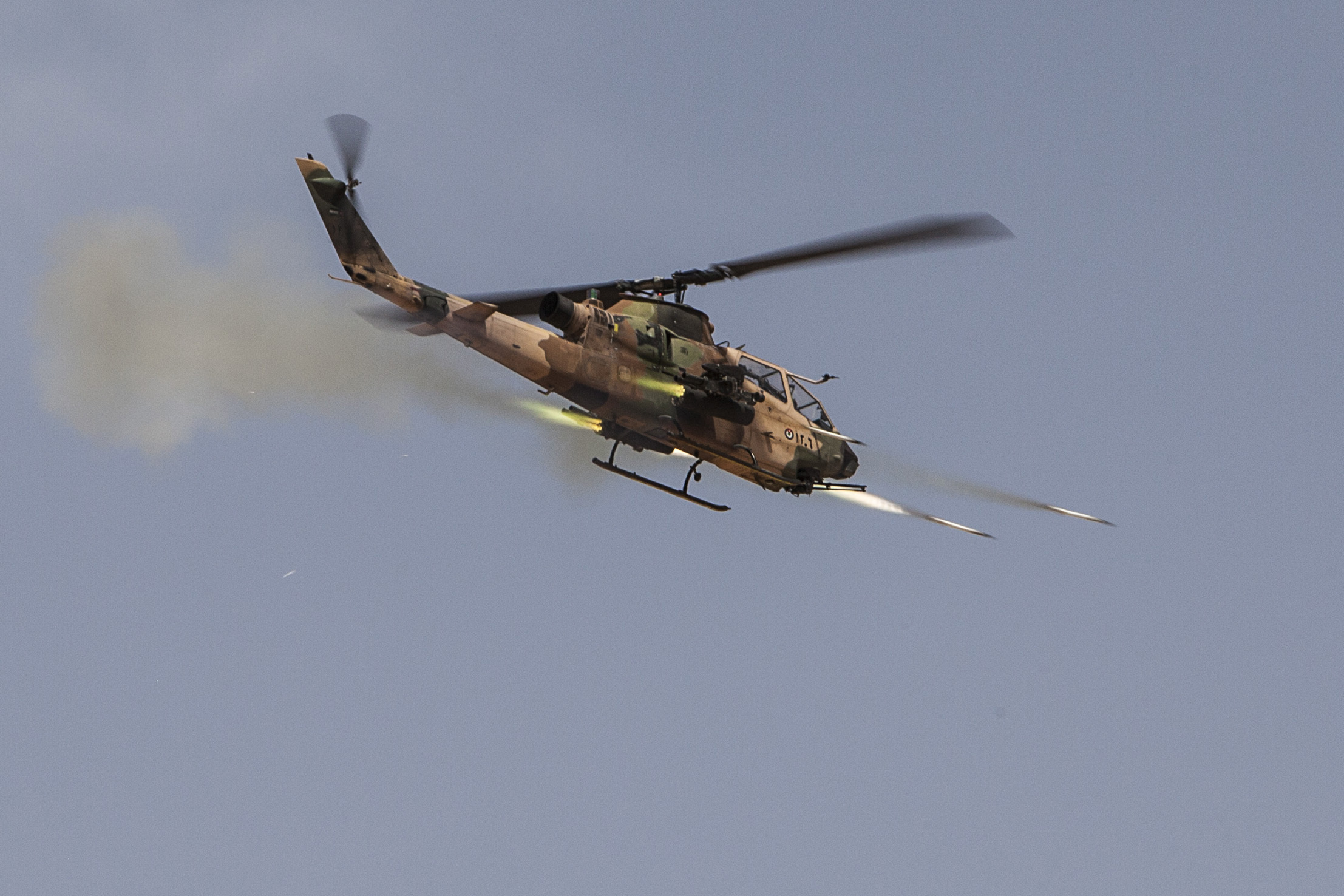
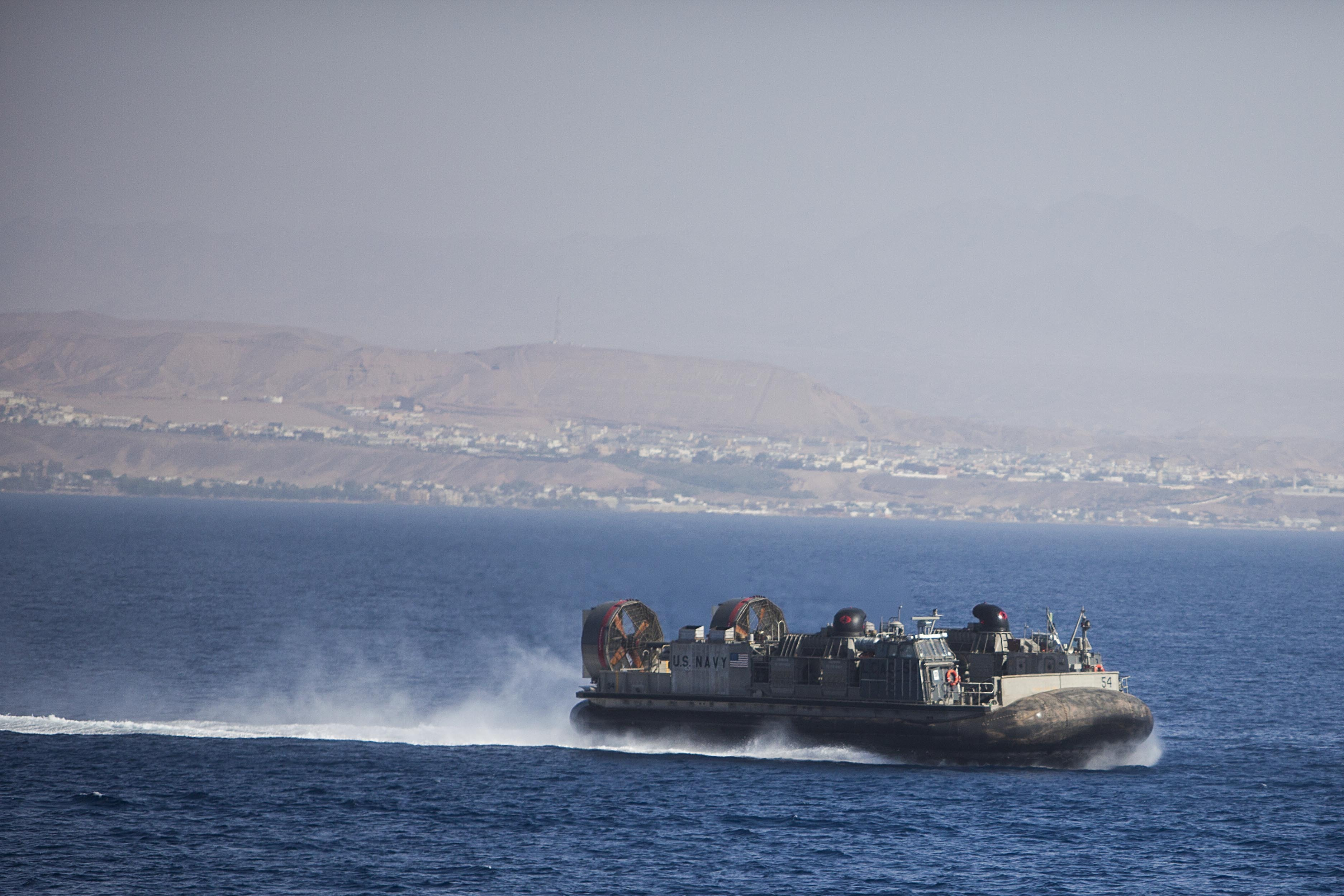